# Mireia Benito
Mireia Benito Pellicer (Llorenç del Penedès, 30 de diciembre de 1996) es una deportista española que compite en ciclismo en la modalidad de ruta.
En el Campeonato de España de Ciclismo ganó la prueba de contrarreloj tres veces (2023, 2024 y 2025) y fue dos veces tercera en la prueba de ruta (2019 y 2023).
Participó en los Juegos Olímpicos de París 2024, ocupando el vigesimosegundo lugar en la prueba de contrarreloj y en la de ruta terminó en la posición 63 después de trabajar para su compañera de selección Mavi García (la cual terminó con diploma olímpico en la sexta posición).
Estudió la licenciatura de Biotecnología y los másteres de Biología Molecular y Biomedicina y de Didáctica de las Ciencias en la Universidad de Gerona.